# Sheng Lihao
Sheng Lihao, född 4 december 2004, är en kinesisk sportskytt.
Han blev olympisk silvermedaljör i luftgevär vid olympiska sommarspelen 2020 i Tokyo. Sheng blev då den yngsta olympiska medaljören någonsin i skytte. Vid olympiska sommarspelen 2024 tog han två guld på 10 m luftgevär. Först i den mixade lagtävlingen tillsammans med Huang Yuting och sedan i den individuella tävlingen där han vann finalen 0,8 p före svenske Victor Lindgren. Sheng slog i finalen det olympiska rekordet med 252,2 p, han innehar även världsrekordet på 254,5 p.